# Formule Junior
Formule Junior was een raceklasse voor raceauto's zonder wielkasten die voor het eerst georganiseerd werd in oktober 1958 door de Commission Sportive Internationale, een onderdeel van de FIA dat toen de autosport reguleerde. Formule Junior was bedoeld om een instapklasse te bieden waar gebruik kon gemaakt worden van goedkope mechanische onderdelen van gewone auto's. Het idee om de nieuwe klasse op te richten kwam van graaf Giovanni "Johnny" Lurani, die de behoefte zag aan een klasse voor eenzitters waar beginnende autocoureurs hun eerste stappen konden zetten. Het laatste Europees kampioenschap werd georganiseerd in 1963.

## Geschiedenis
De regels voor de klasse vereisten dat de auto's aangedreven werden door productiemotoren met een maximaal volume van 1000 cc in een auto van 360 kg of met een maximaal volume van 1100 cc in een auto van 400 kg. In de praktijk werd die laatste gebruikt in bijna alle succesvolle Formule Junior-auto's. Onderdelen zoals het motorblok, de cilinderkop en de cilinders moesten uit een productieauto komen. Enkele of dubbele bovenliggende nokkenassen, sperdifferentiëlen en wijzigingen aan het aantal hoofdlagers waren verboden. De remmen en de transmissie moesten ook productieonderdelen zijn. Constructeurs mochten het aantal versnellingen vergroten, maar alleen in een productieversnellingsbak.
In Italië werd vaak de populaire Fiat 1100-motor gebruikt aangezien er in 1958 weinig andere geschikte Italiaanse motoren voorhanden waren. Elders in Europa waren vooral de 1000 cc motor van de Mini, evenals de driecilinder tweetaktmotoren van DKW en Saab populair. Ook de viercilinder viertaktmotor uit de Ford Anglia werd gebruikt. De eerste Italiaanse Formule Junior-auto's werden gebouwd volgens hetzelfde principe als de toenmalige Formule 1-auto's met voorin geplaatste motoren. Het eerste Europese Formule Junior kampioenschap in 1959 werd gewonnen door de Zwitserse coureur en ingenieur Michael May in een Automobili Stanguellini. De Britse constructeurs waren aanvankelijk niet bijzonder geïnteresseerd omdat de bestaande 500 cc Formule 3 aanzien werd als de geaccepteerde weg naar het racen. Toen Formule Junior in een stroomversnelling kwam groeide ook hun belangstelling.
In het Verenigd Koninkrijk produceerde Elva de Elva 100-serie, aangedreven door een BMC A-motor (uit de Sprite of de Mini) of een DKW tweetaktmotor getuned door Gerhard Mitter in Duitsland. De Elva werd de eerste in massa geproduceerde Britse Formule Junior-auto.
Hoewel deze vroege Britse auto's een motor voorin hadden, onderging de Formule Junior-auto een middenmotorrevolutie en werd er zelfs gekeken naar de 500 cc Formule 3, waar auto's met de motor achterin de norm waren. Het duurde niet lang voordat Cooper een auto begon te produceren die leek op hun toenmalige Formule 1- en Formule 2-bolides. Lotus kwam ook in het spel met de Lotus 18, een vereenvoudigde afgeleide van hun Formule 1- en Formule 2-chassis uitgerust met een 997 cc Ford Anglia-motor. De eerste racewagen van Brabham was de BT1 met middenmotor. Cooper en Lotus, met nauwe banden met hun Grand Prix-teams, domineerden al snel de Formule Junior op internationaal niveau.
In Zweden produceerde Saab de Saab Formule Junior, voornamelijk om nieuwe motorontwerpen te testen. In Rusland kwam de meest gebruikte motor uit de Moskvitch.
Het aantal fabrikanten nam jaar na jaar toe. Tegen het einde van 1960 waren er wereldwijd meer dan 100 fabrikanten en tegen het einde van 1963 was het aantal gestegen tot bijna 500. De overgrote meerderheid van de overwinningen ging echter naar de Britse auto's met middenmotor.
In het begin van de jaren zestig, nadat in Formule 1 de cilinderinhoud teruggebracht was tot 1500 cc en Formule 2 opgedoekt was, moest Formule Junior twee verschillende rollen vervullen. Enerzijds was het een klasse waarin jonge autocoureurs van eenzitters hun eerste stappen konden zetten, anderzijds was Formule Junior de enige internationale eenzittercategorie onder Formule 1 geworden. Dat laatste zorgde ervoor dat de kosten voor veel amateurs te hoog werden. In 1963 waren kansen om een overwinning te behalen in een zelfgemaake of amateuristische auto sterk afgenomen en het opvoeren van een 1000 cc motor tot 120 pk werd te duur. Daarom werden in 1964 de Formule 2 en Formule 3 opnieuw geïntroduceerd met motoren van 1000 cc. De nieuwe Formule 2 was met raszuivere racemotoren van meer dan 130 pk gericht op professionele en opkomende coureurs. De nieuwe Formule 3 was een iets tammere versie van Formule Junior met motoren tot 100 pk voor amateurs en beginnende coureurs.
Het laatste Europees kampioenschap Formule Junior werd gereden in 1963. Omdat veel auto's en motoren nog steeds beschikbaar zijn, is Formule Junior in de 21e eeuw een populaire categorie in historische races.

## Galerij

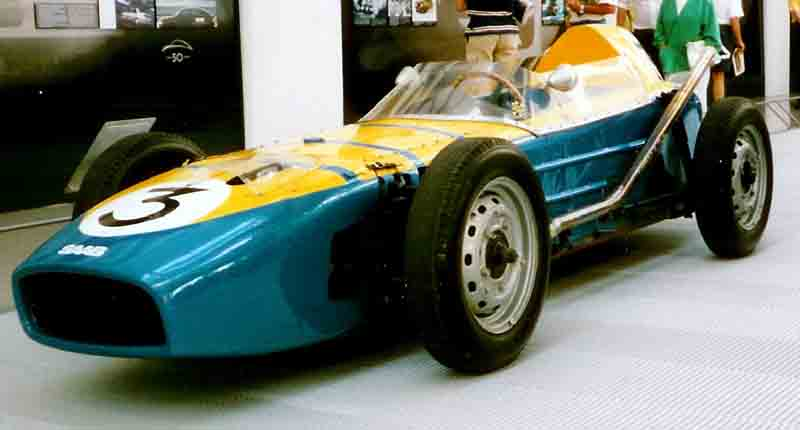
Saab Formule Junior
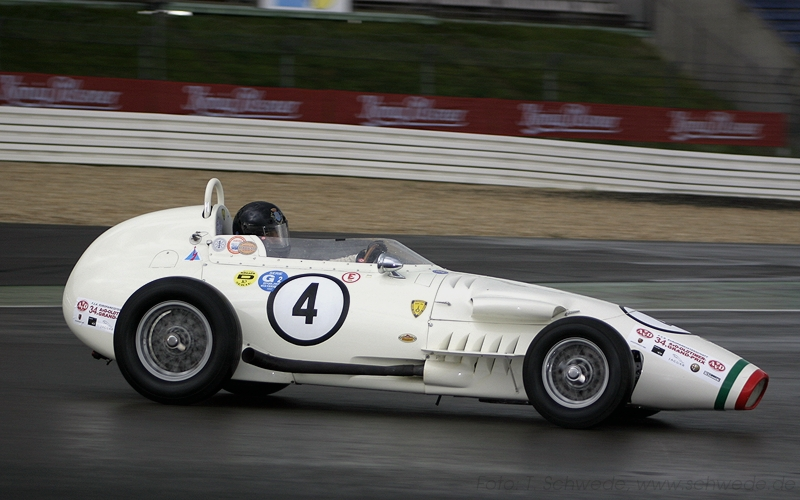
Stanguellini Formule Junior
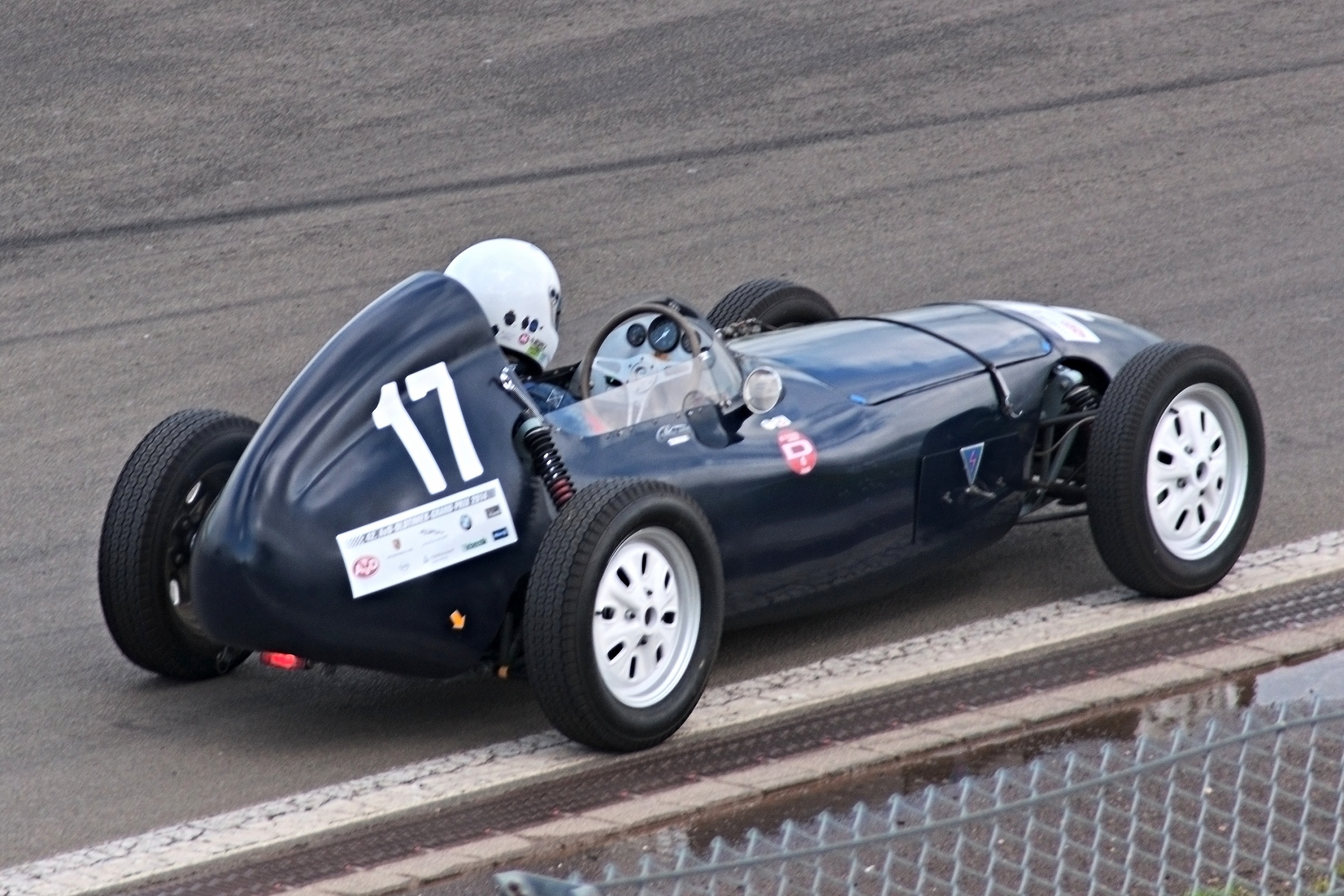
Elva 100 Formule Junior
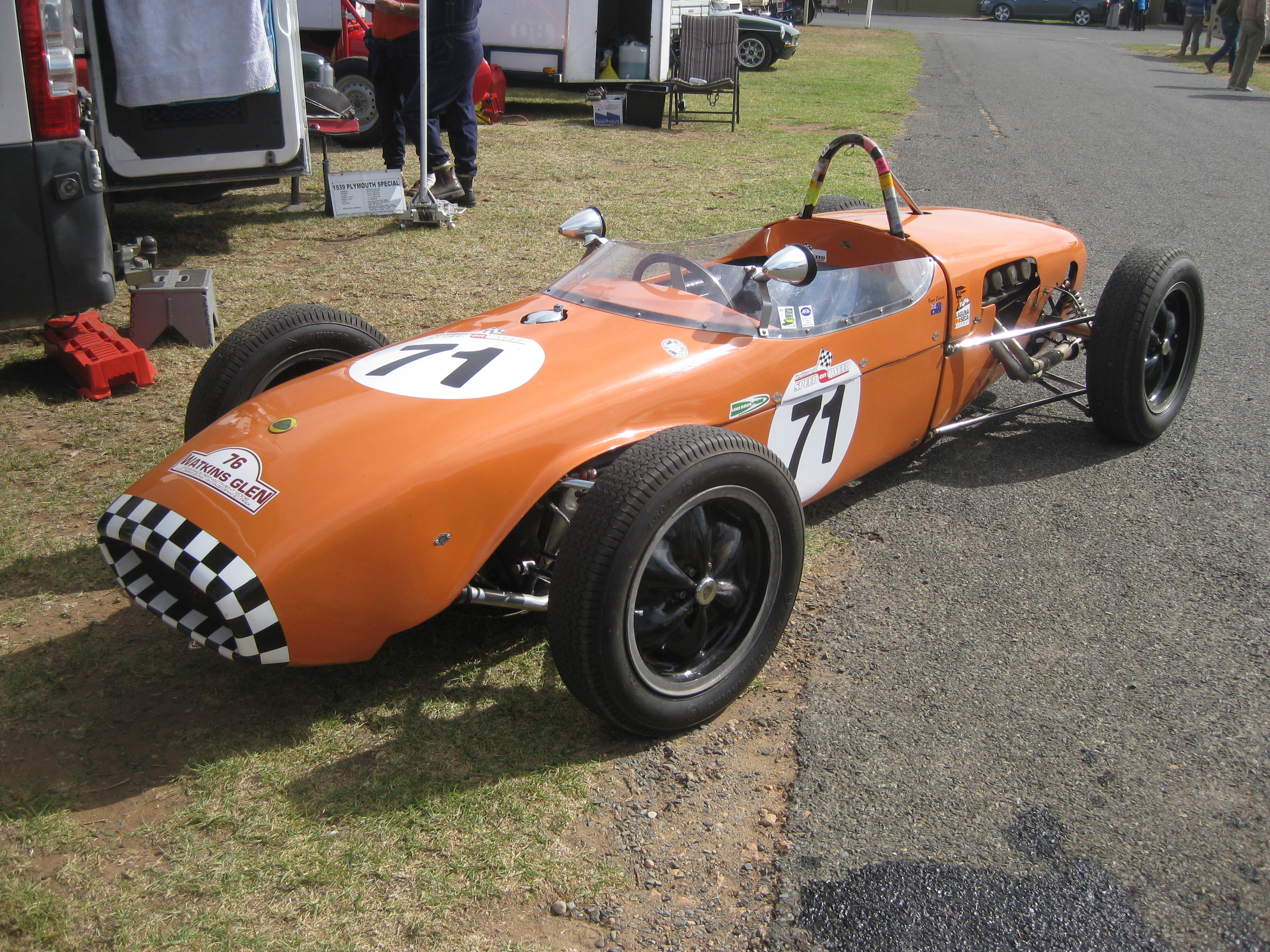
Lotus 18 Formule Junior
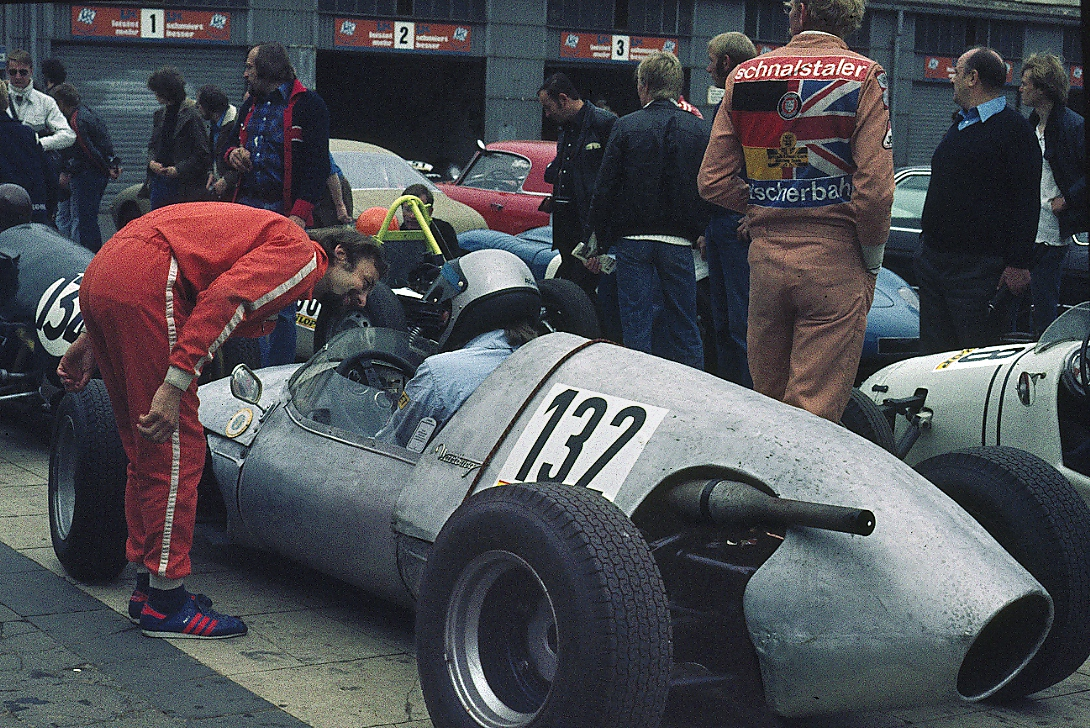
Melkus Formule Junior uit de DDR
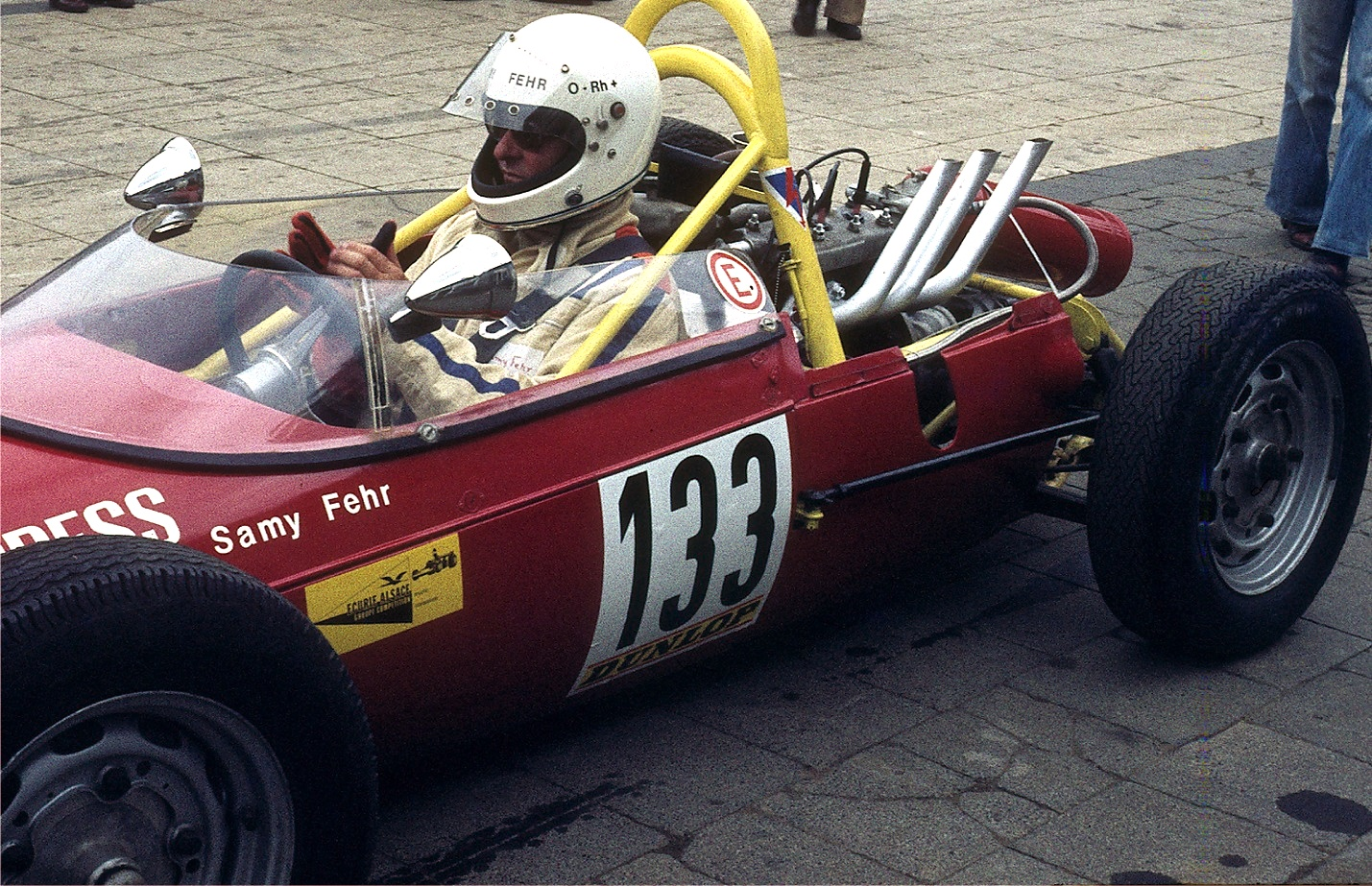
Sauter Formule Junior met DKW-motor
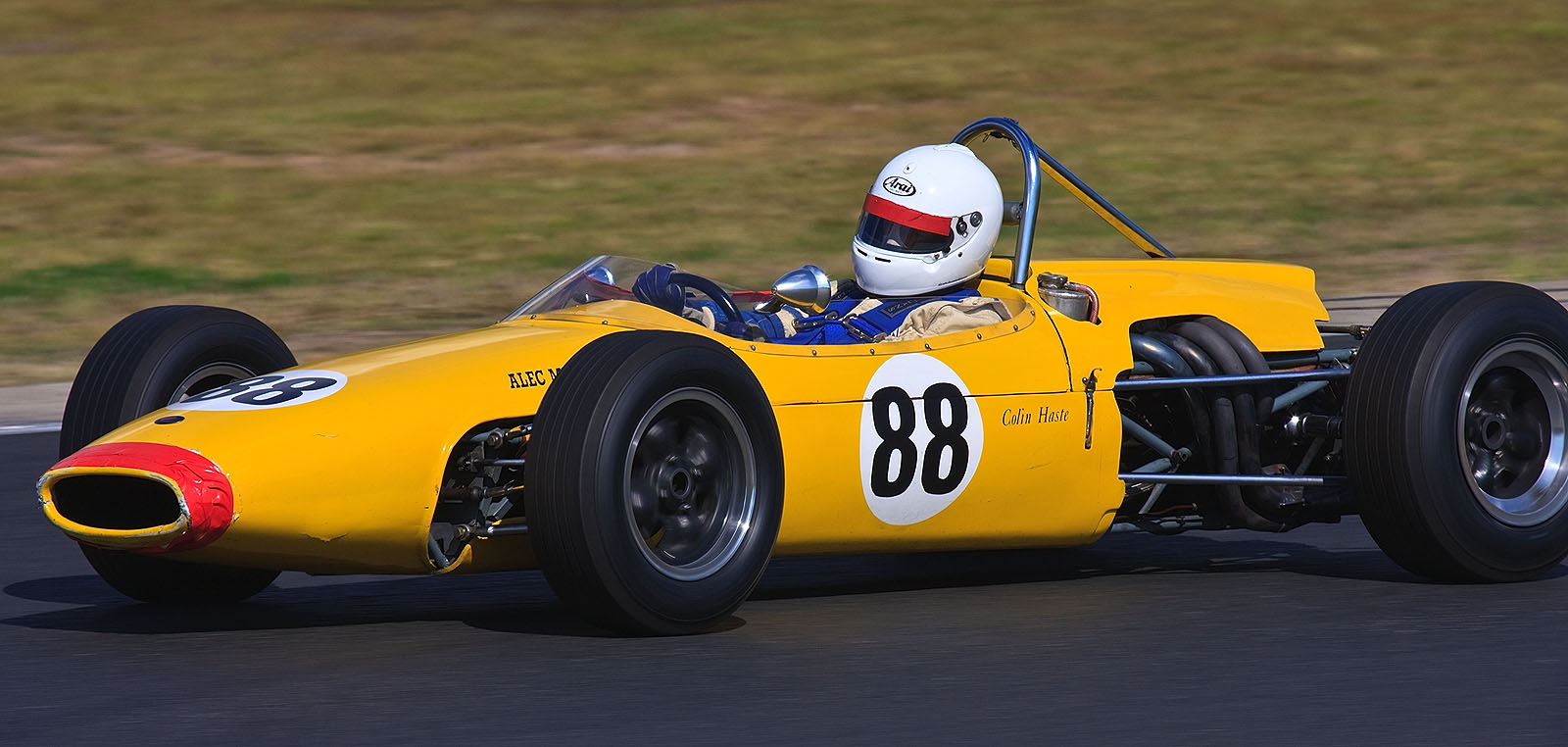
Brabham BT2 Formule Junior
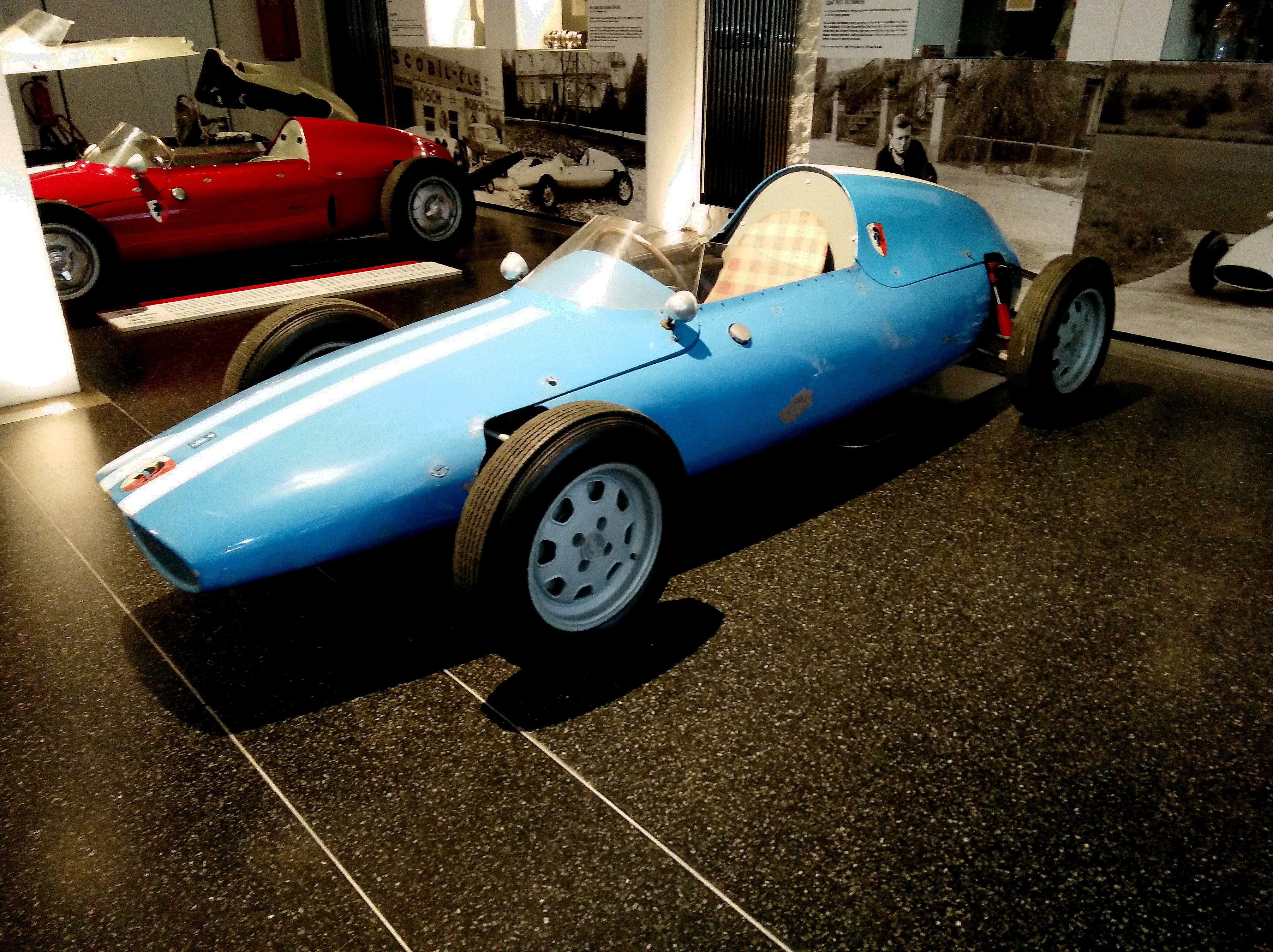
De Tomaso Isis Formule Junior

## Formule Junior competitie
Er is nooit een wereldkampioenschap Formule Junior geweest. De klasse was onderverdeeld in een aantal nationale kampioenschappen en een Europees Kampioenschap.

### Europees Kampioenschap
Het Europees Kampioenschap werd georganiseerd van 1959 tot 1963 met in totaal 40 races (6 in 1959, 11 in 1960, 2 in 1961, 3 in 1962 en 17 in 1963).
| Seizoen | Winnaar        | Team                 | Wagen        |
| ------- | -------------- | -------------------- | ------------ |
| 1959    | Michael May    | ?                    | Stanguellini |
| 1960    | Colin Davis    | Scuderia Serenissima | OSCA         |
| 1961    | Tony Maggs     | Tyrrell Racing       | Cooper       |
| 1961    | Joseph Siffert | Écurie Romande       | Lotus        |
| 1962    | Peter Arundell | Ron Harris Racing    | Lotus        |
| 1963    | Peter Arundell | Ron Harris Racing    | Lotus        |

### Kampioenschap van Duitsland
Het kampioenschap van Duitsland werd georganiseerd van 1960 tot 1963. In 1962 werd Kurt Ahrens Jr. gediskwalificeerd en werd er geen winnaar aangeduid.
| Seizoen | Winnaar        | Team            | Wagen                 |
| ------- | -------------- | --------------- | --------------------- |
| 1960    | Gerhard Mitter | Autohaus Mitter | Mitter / Lotus 18     |
| 1961    | Kurt Ahrens    | ?               | Lotus 20 / Cooper T52 |
| 1963    | Kurt Ahrens    | ?               | Cooper T67            |

### Kampioenschap van Italië
Het kampioenschap van Italië werd georganiseerd van 1958 tot 1963. Het werd vervangen door Formule 2 en Formule 3 in 1964.
| Seizoen | Winnaar            | Team              | Wagen                   |
| ------- | ------------------ | ----------------- | ----------------------- |
| 1958    | Roberto Lippi      | Scuderia Bardhal  | Stanguellini            |
| 1959    | Raffaele Cammarota | Scuderia Bardhal  | Stanguellini            |
| 1960    | Renato Pirocchi    | Scuderia Pescara  | Stanguellini            |
| 1961    | Geki               | Scuderia Madunina | Stanguellini / Lotus 18 |
| 1962    | Geki               | Scuderia Madunina | Lotus 18 / Lotus 19     |
| 1963    | Geki               | Scuderia Madunina | De Sanctis              |

### Kampioenschap van Frankrijk
Het kampioenschap van Frankrijk werd georganiseerd van 1960 tot 1963 en werd vervangen door Formule 3 in 1964.
| Seizoen | Winnaar       | Team                | Wagen                     |
| ------- | ------------- | ------------------- | ------------------------- |
| 1960    | Jacques Calès | Scuderia Madudina   | Stanguellini              |
| 1962    | Jo Schlesser  | Jo Schlesser Racing | Brabham BT2 - Ford        |
| 1963    | Jo Schlesser  | Ford France SA      | Brabham BT2 / Brabham BT6 |

### Kampioenschap van België
Het kampioenschap van België werd georganiseerd van 1962 tot 1963 met in totaal 7 races (3 in 1962 en 4 in 1963) en werd vervangen door het Belgisch Kampioenschap Formule 3 van 1964 tot 1967.
| Seizoen | Winnaar            | Team                    | Wagen  |
| ------- | ------------------ | ----------------------- | ------ |
| 1962    | André Pilette      | Écurie Belgique         | Merlyn |
| 1963    | Jean-Claude Franck | École de Pilotage Belge | Cooper |

### Kampioenschap van Oostenrijk
Het kampioenschap van Oostenrijk werd georganiseerd van 1960 tot 1961 met in totaal 7 races (4 in 1960 en 3 in 1961).
| Seizoen | Winnaar          | Team          | Wagen        |
| ------- | ---------------- | ------------- | ------------ |
| 1960    | Kurt Ahrens      | ?             | Stanguellini |
| 1961    | Curt Bardy-Harry | Écurie Vienne | Cooper       |

### Kampioenschap van Groot-Brittannië
Het kampioenschap van Groot-Brittannië werd georganiseerd van 1959 tot 1963.
| Seizoen | Organisator         | Winnaar        | Team               | Wagen  |
| ------- | ------------------- | -------------- | ------------------ | ------ |
| 1959    | BRSCC               | Don Parker     | Don Parker Racing  | Lola   |
| 1960    | BRSCC               | Jack Pitcher   | ?                  | Alexis |
| 1960    | John Davy           | Jim Clark      | Team Lotus         | Lotus  |
| 1960    | Motor Racing        | Jim Clark      | Team Lotus         | Lotus  |
| 1961    | BRSCC               | Mike Ledbrook  | Ron Harris Racing  | Lotus  |
| 1961    | John Davy           | Bill Moss      | The Chequered Flag | Lotus  |
| 1961    | Motor Racing        | Trevor Taylor  | Team Lotus         | Lotus  |
| 1962    | BRSCC               | John Fenning   | Ron Harris Racing  | Lotus  |
| 1963    | BARC Express & Star | Peter Arundell | Team Lotus         | Lotus  |

### Kampioenschap van Ierland
Het kampioenschap van Ierland werd georganiseerd van 1961 tot 1963 met in totaal 22 races (7 in 1961, 7 in 1962 en 8 in 1963).
| Seizoen | Winnaar          | Team             | Wagen |
| ------- | ---------------- | ---------------- | ----- |
| 1961    | Malcom Templeton | Templeton Racing | Lotus |
| 1962    | Malcom Templeton | Templeton Racing | Lotus |
| 1963    | Malcom Templeton | Templeton Racing | Lotus |

### Kampioenschap van Zweden
Het kampioenschap van Zweden werd georganiseerd van 1961 tot 1963 met in totaal 27 races (8 in 1961, 12 in 1962 en 7 in 1963).
| Seizoen | Winnaar         | Team                  | Wagen  |
| ------- | --------------- | --------------------- | ------ |
| 1961    | Yngve Rosquist  | Lotus Racing Team     | Lotus  |
| 1962    | Yngve Rosquist  | Rosquist Racing Team  | Cooper |
| 1963    | Gunnar Karlsson | Filipstads Motor Club | Lotus  |

### Kampioenschap van Denemarken
Het kampioenschap van Denemarken werd georganiseerd van 1960 tot 1964 met in totaal 27 races (4 in 1960, 4 in 1961, 7 in 1962, 7 in 1963 en 5 in 1964).
| Seizoen | Winnaar                | Team                                   | Wagen  |
| ------- | ---------------------- | -------------------------------------- | ------ |
| 1960    | Joerges Bagger         | Scuderia Long Lola                     | Lola   |
| 1961    | Joerges Bagger         | Scuderia Long Lola                     | Lola   |
| 1962    | Hartvig Conradson      | ?                                      | Cooper |
| 1963    | Jens-Christian Legarth | Jens-Christian Legarth Racing Division | Lola   |
| 1964    | Hartvig Conradson      | ?                                      | Cooper |

### Kampioenschap van Canada
Het kampioenschap van Canada werd slechts eenmaal georganiseerd in 1961 met in totaal 11 races. Jerry Polivka werd kampioen zonder ook maar één race te winnen.
| Seizoen | Winnaar       | Team | Wagen                  |
| ------- | ------------- | ---- | ---------------------- |
| 1961    | Jerry Polivka | ?    | Intermeccanica-Peugeot |